# Ботьо Ботев
Ботьо Ботев (роден на 26 септември 1958 г.) е бивш български футболист, вратар. Голяма част от кариерата му преминава в Академик (Свищов). Играл е също в Спартак (Плевен) и Локомотив (Пловдив).

## Биография
Ботев е част от Академик (Свищов) от 1977 г. до 1990 г. В този период изиграва за отбора 34 мача в А група и 178 мача в Б група.
През 1990 г. преминава в състезаващия се в Б група по това време Спартак (Плевен), като остава в отбора до 1993 г. През сезон 1993/94 е част от състава на Локомотив (Пловдив), но изиграва само един мач в А група – срещу Славия (София) (1:2).
Ботьо Ботев се връща в Спартак през 1996 г. като помощник-треньор на Вачко Маринов, който води влезлия в А група отбор. През сезон 1997/1998 г. Ботев е начело на отбора.
През сезон 2001/2002 Ботев е помощник-треньор в „Белите орли“, а като такъв е в отбора и по-късно – от 2005 до 2009 г. През последната година от съществуването на клуба той е начело и на мъжкия отбор, състезаващ се в Б група. От месец март 2013 г. е треньор на вратарите на „Спартак“ Плевен.